# Powerlifting ai XVI Giochi paralimpici estivi - 79 kg femminile
Le gare di powerlifting della categoria fino a 79 kg femminile ai XVI Giochi paralimpici estivi si sono svolte il 29 agosto 2021 presso il Tokyo International Forum.
La vincitrice è stata Bose Omolayo.

## Risultati
| Pos. | Atleta                            | Peso (kg) | Sollevamenti (kg) | Sollevamenti (kg) | Sollevamenti (kg) | Sollevamenti (kg) | Risultato (kg) |
| Pos. | Atleta                            | Peso (kg) | 1                 | 2                 | 3                 | 4                 | Risultato (kg) |
| ---- | --------------------------------- | --------- | ----------------- | ----------------- | ----------------- | ----------------- | -------------- |
|      | Bose Omolayo                      | 76,69     | 135               | 138               | 141               | 144               | 141            |
|      | Nataliia Oliinyk                  | 78,59     | 125               | 130               | 133               | –                 | 133            |
|      | Vera Muratova                     | 78,21     | 132               | 136               | 138               | –                 | 132            |
| 4    | Asma Issa                         | 76,66     | 112               | 115               | 118               | –                 | 115            |
| 5    | Sanae Soubane                     | 77,21     | 110               | 110               | 111               | –                 | 111            |
| 6    | Gehan Hassan                      | 78,02     | 104               | 110               | 112               | –                 | 110            |
| 7    | Maria Montserrat Alcoba Membrilla | 77,03     | 103               | 107               | 110               | –                 | 107            |
| 8    | Chika Sakamoto                    | 78,49     | 72                | 77                | 80                | –                 | 77             |